# دنمارك (أستراليا)
الدينمرك (Denmark)هي قرية صغيرة تقع في ولاية غرب أستراليا، تبعُد عن مدينة بيرث 423 كم. في عام 2006 كان تعداد سكانها يُقدر بـ 2,732 نسمة.

تقع القرية جنوب مدينة بيرث

## المناخ
يظهر الجدول التالي التغييرات المناخية على مدار السنة لدنمارك:
| البيانات المناخية لـدنمارك        | البيانات المناخية لـدنمارك | البيانات المناخية لـدنمارك | البيانات المناخية لـدنمارك | البيانات المناخية لـدنمارك | البيانات المناخية لـدنمارك | البيانات المناخية لـدنمارك | البيانات المناخية لـدنمارك | البيانات المناخية لـدنمارك | البيانات المناخية لـدنمارك | البيانات المناخية لـدنمارك | البيانات المناخية لـدنمارك | البيانات المناخية لـدنمارك | البيانات المناخية لـدنمارك |
| الشهر                             | يناير                      | فبراير                     | مارس                       | أبريل                      | مايو                       | يونيو                      | يوليو                      | أغسطس                      | سبتمبر                     | أكتوبر                     | نوفمبر                     | ديسمبر                     | المعدل السنوي              |
| --------------------------------- | -------------------------- | -------------------------- | -------------------------- | -------------------------- | -------------------------- | -------------------------- | -------------------------- | -------------------------- | -------------------------- | -------------------------- | -------------------------- | -------------------------- | -------------------------- |
| الدرجة القصوى °م (°ف)             | 43.9 (111.0)               | 40.5 (104.9)               | 40.3 (104.5)               | 37.2 (99.0)                | 30.6 (87.1)                | 26.1 (79.0)                | 22.5 (72.5)                | 25.0 (77.0)                | 27.0 (80.6)                | 32.8 (91.0)                | 36.0 (96.8)                | 39.5 (103.1)               | 43.9 (111.0)               |
| متوسط درجة الحرارة الكبرى °م (°ف) | 25.9 (78.6)                | 25.3 (77.5)                | 24.5 (76.1)                | 21.6 (70.9)                | 19.0 (66.2)                | 16.8 (62.2)                | 16.1 (61.0)                | 16.4 (61.5)                | 17.5 (63.5)                | 19.1 (66.4)                | 21.0 (69.8)                | 23.2 (73.8)                | 20.5 (68.9)                |
| متوسط درجة الحرارة الصغرى °م (°ف) | 13.0 (55.4)                | 13.5 (56.3)                | 12.2 (54.0)                | 10.4 (50.7)                | 8.9 (48.0)                 | 7.6 (45.7)                 | 6.9 (44.4)                 | 6.9 (44.4)                 | 7.5 (45.5)                 | 8.7 (47.7)                 | 10.5 (50.9)                | 11.8 (53.2)                | 9.8 (49.6)                 |
| أدنى درجة حرارة °م (°ف)           | 4.5 (40.1)                 | 4.4 (39.9)                 | 2.0 (35.6)                 | 2.0 (35.6)                 | 0.0 (32.0)                 | −1.4 (29.5)                | −0.3 (31.5)                | −1.7 (28.9)                | −0.4 (31.3)                | 1.5 (34.7)                 | 2.5 (36.5)                 | 2.8 (37.0)                 | −1.7 (28.9)                |
| معدل هطول الأمطار مم (إنش)        | 22.3 (0.88)                | 27.3 (1.07)                | 38.1 (1.50)                | 81.9 (3.22)                | 124.7 (4.91)               | 143.0 (5.63)               | 158.9 (6.26)               | 127.8 (5.03)               | 99.1 (3.90)                | 92.1 (3.63)                | 53.0 (2.09)                | 32.0 (1.26)                | 995.9 (39.21)              |
| متوسط الأيام الممطرة (≥ 0.2 mm)   | 7.3                        | 8.5                        | 10.3                       | 15.0                       | 19.4                       | 21.6                       | 23.3                       | 22.0                       | 19.6                       | 17.1                       | 13.1                       | 9.7                        | 186.9                      |
| ساعات سطوع الشمس الشهرية          | 257.3                      | 198.8                      | 192.2                      | 144.0                      | 139.5                      | 126.0                      | 137.8                      | 155.0                      | 159.0                      | 198.4                      | 195.0                      | 251.1                      | 2٬154٫1                    |
| المصدر: Bureau of Meteorology     |                            |                            |                            |                            |                            |                            |                            |                            |                            |                            |                            |                            |                            |

## التشكيلة السُكانية
عدد سكان هذه القرية 2,732 نسمة حسب إحصائات عام 2006م. 72% منهم أستراليو المولد، 14.6% مولودون في بريطانيا، 2.1% مولودون في نيوزيلاندا، 1.4% من السكان الأصليين الأبروجونيلز، 1% من ألمانيا، و 1% من هولندا.

## الطبيعة
الدينمرك هي بيئة طبيعية لأنواع مُختلفة من الأشجار. هي محمية طبيعية بمعنى الكلمة، حيث يوجد بها عدد هائل من الطيور والكائنات المُختلفة.